# Choque elástico

Dos masas iguales chocan elásticamente. Se observa la transferencia total de momento lineal de una masa a la otra, de tal modo que después del impacto, la que tenía movimiento ahora se queda estática mientras que la que estaba en reposo adquiere una velocidad igual a la que se desplazaba la primera, de tal modo que el momento lineal y la energía cinética se conserve.

Choque elástico entre dos cuerpos de distinta masa moviéndose con igual rapidez en sentidos opuestos.

Choque elástico entre dos monedas. En esta animación se muestra como se modifican los momentos de lineales de cada moneda individual (representado por una flecha azul), de tal modo que el momento lineal total del sistema sea el mismo antes y después de la colisión (flecha roja).

Mientras la radiación de cuerpo negro no escape de un sistema, los átomos en agitación térmica experimentan esencialmente colisiones elásticas. En promedio, los átomos rebotan entre sí manteniendo la misma energía cinética después de cada colisión. Aquí, los átomos de helio a temperatura ambiente se muestran retrasados dos trillones de veces. Cinco átomos están coloreados de rojo para facilitar el seguimiento de sus movimientos.

En física, se habla de un choque elástico (también, colisión elástica) entre dos o más cuerpos cuando se conserva la energía cinética total del sistema de ambos durante la interacción. Durante la misma, la cantidad de movimiento, momentum o momento lineal del sistema también se conserva, como consecuencia de que todas las fuerzas involucradas en el choque son interiores al sistema de cuerpos (ver leyes de Newton).
Durante el choque elástico, la restricción de conservar la energía cinética del sistema, implica que durante la colisión no se emite sonido, calor, ni se producen deformaciones permanentes en los cuerpos como consecuencia del impacto.
Si en una colisión se produce deformaciones permanentes en uno o más de los cuerpos, sonido, calor u otro mecanismo de pérdida de energía, se denomina inelásticas. En ese caso la pérdida de energía puede ser total o parcial.
Por otro lado, los choques en que después la energía cinética se ve incrementada, se denominan choque explosivos. Por ejemplo, un dispositivo elástico instalado en uno de los cuerpos de tal modo que se dispare con el contacto de otro.

## Choque elástico unidimensional de dos partículas
Los choques elásticos en una dimensión entre dos masas puntuales constituyen una forma sencilla de estudiar el fenómeno y sus resultados son fácilmente extrapolables a otros casos.
Para esto imagínese dos masas puntuales, una de masa {\displaystyle m_{1}} moviéndose con una velocidad {\displaystyle v_{1}} constante, y otra de masa {\displaystyle m_{2}} con velocidad constante {\displaystyle v_{2}} sobre la misma línea y dispuestas en rumbo de colisión. Se desea conocer cuáles serán las velocidades de cada una de estas partículas después de la colisión, cuando la misma es del tipo elástica.
Si se llaman {\displaystyle u_{1}} y {\displaystyle u_{2}} respectivamente a dichas velocidades, se puede escribir las condiciones de conservación de los choques elásticos como:
Conservación del momento lineal:
{\displaystyle m_{1}v_{1}+m_{2}v_{2}=m_{1}u_{1}+m_{2}u_{2}}
Conservación de la Energía (cinética):
{\displaystyle {\frac {1}{2}}m_{1}v_{1}^{2}+{\frac {1}{2}}m_{2}v_{2}^{2}={\frac {1}{2}}m_{1}u_{1}^{2}+{\frac {1}{2}}m_{2}u_{2}^{2}}
Al resolver ambas ecuaciones se obtiene:
{\displaystyle u_{1}={\frac {v_{1}(m_{1}-m_{2})+2v_{2}m_{2}}{m_{1}+m_{2}}}}
{\displaystyle u_{2}={\frac {v_{2}(m_{2}-m_{1})+2v_{1}m_{1}}{m_{1}+m_{2}}}}

## Sistema de referencia del centro de masa

Choque elástico entre masas iguales. Observado desde un sistema de referencia solidario a la partícula 2 antes del choque (arriba) y observado desde el centro de masa del sistema (abajo).

Si la colisión es observada desde un sistema de referencia solidario al centro de masa de ambas partículas, 
{\displaystyle v_{c.m.}={\frac {v_{1}m_{1}+v_{2}m_{2}}{m_{1}+m_{2}}}},
de tal modo que ahora las velocidades antes y después del choque sean respectivamente:
{\displaystyle v'_{1}=v_{1}-v_{c.m.}}
{\displaystyle v'_{2}=v_{2}-v_{c.m.}}
{\displaystyle u'_{1}=u_{1}-v_{c.m.}}
{\displaystyle u'_{2}=u_{2}-v_{c.m.}}
el observador se encontraría a sí mismo parado en el lugar dónde ambas partículas se dirigen para chocar. Aunque angustiante, es un centro de observación particular, dado que desde él, el momento lineal de la partícula 1 es igual y de sentido contrario que el de la partícula 2.
{\displaystyle m_{1}v'_{1}+m_{2}v'_{2}=0}
Dado que esto debe ocurrir antes y después del choque,
{\displaystyle m_{1}u'_{1}+m_{2}u'_{2}=0}
y dado que la energía debe conservarse, es fácil concluir que desde el centro de masa la velocidad de cada partícula (relativa al centro de masa) después del choque es igual pero de signo contrario a la que traía antes del choque:
{\displaystyle u'_{1}=-v'_{1}}
{\displaystyle u'_{2}=-v'_{2}}
Si ahora se transforma por Galileo en sentido inverso estos resultados para volver al marco de referencia original, se obtiene:
{\displaystyle u_{1}=u'_{1}+v_{c.m.}=-v'_{1}+v_{c.m.}=2v_{c.m.}-v_{1}}
y
{\displaystyle u_{2}=u'_{2}+v_{c.m.}=-v'_{2}+v_{c.m.}=2v_{c.m.}-v_{2}}
Al reordenar los términos se obtiene:
{\displaystyle u_{1}={\frac {v_{1}(m_{1}-m_{2})+2v_{2}m_{2}}{m_{1}+m_{2}}}}
{\displaystyle u_{2}={\frac {v_{2}(m_{2}-m_{1})+2v_{1}m_{1}}{m_{1}+m_{2}}}}

## Soluciones de casos extremos
Existen tres casos particulares de interés. Para ejemplificar estos casos se va a suponer que la masa 2 siempre se encuentra en reposo ({\displaystyle v_{2}}), mientras que la masa 1 se mueve con velocidad {\displaystyle v_{1}} en rumbo de colisión con la masa 2. Esta condición no pierde generalidad, dado que mediante una transformación de Galileo siempre se puede llevar cualquier situación a una en que el observador se encuentre en el marco de referencia solidario a la masa 2 antes del choque.
1. {\displaystyle m_{1}=m_{2}}: cuando ambas masas son iguales existe una transferencia completa de la cantidad de movimiento. La cantidad de movimiento de una masa se transmite a la otra y viceversa. En el caso analizado de {\displaystyle v_{2}=0}, la partícula 1 entrega toda su cantidad de movimiento a la partícula 2 durante el choque. La situación final es que la partícula 1 queda quieta en el lugar de 2 y la partícula 2 ahora se desplaza con la velocidad que traía antes la 1 ({\displaystyle u_{1}=0} y {\displaystyle u_{2}=v_{1}})
2. {\displaystyle m_{1}<<m_{2}}: En este caso, la partícula 2 funciona como una pared, se mantiene inamovible, mientras que la partícula 1 rebota contra la segunda, con la misma velocidad pero de sentido contrario. ({\displaystyle u_{1}=-v_{1}} y {\displaystyle u_{2}=0}). En estos casos {\displaystyle \Delta p_{1}=-2p_{1}}.
Cabe destacar que cuando en física se usa la palabra cero o infinito, nos referimos a valores que son muy pequeños o muy grandes en comparación con los otros valores en juego de la misma magnitud. Con esto, se aclara que la condición {\displaystyle m_{1}<<m_{2}} se lo compara con un choque contra una pared, realmente se está diciendo que las velocidades entre el resultado dado y las reales son muy pequeñas comparadas con los errores de medición. En la realidad, {\displaystyle m_{2}} no queda del todo estática, sino que adquiere una casi imperceptible velocidad en dirección contraria. Esta pequeña diferencia no suele ser relevante en muchos de los casos.
3. {\displaystyle m_{1}>>m_{2}}: Este es el caso del choque de un camión con un mosquito (un mosquito elástico). La masa 1 no cambia su velocidad, como si nada hubiera ocurrido. Por otro lado, la masa 2 sale disparada con el doble de la velocidad de la masa 1.